# Davorin Jenko
Davorin Jenko (Dvorje, 9. studenog 1835. – Ljubljana, 25. studenog 1914.), bio je slovenski i srpski skladatelj i dirigent. 
Rođen je 9. studenog 1835. u Dvorju kod Kranja. Od 1859. do 1862. je bio zborovođa Slovenskog pjevačkog društva u Beču. U to je vrijeme skladao popularne slovenske zborove, među kojima i Naprej zastava slave koja je kasnije postala himna Slovenije. Taj rad nastavlja kao zborovođa Srpskog crkvenog pjevačkog društva u Pančevu i Beogradskog pjevačkog društva, skladajući za zborove. Postavši dirigent Srpskog narodnog kazališta, piše glazbu za više od 80 pozorišnih djela ("Đido", "Seoska lola", "Potjera", "Vračara", "Pribislav i Božana", "Markova sablja" sa završnim zborom "Bože pravde" koja je kasnije postala srpska nacionalna himna) i nekoliko koncertnih uvertira ("Kosovo", "Milan", "Srpkinja", "Aleksandar"). Šezdesetih godina XIX. stoljeća postaje jedan od prvih romantičara u slovenskoj glazbi. 
Kasnije Jenko postaje i predstavnik srpskog romantizma, gdje daje pečat čitavom jednom razdoblju - usavršava klasičan srpski komad s pjevanjem, podiže instrumentalnu glazbu na viši umjetnički nivo, stvara prvu srpsku operetu ("Vračara" ili "Baba Hrka", praizvedena 1882. godine, na istu priču kao i prva rumunjska opereta, samo je radnja prebačena u vlaški kraj Srbije) i udara temelje razvoju srpske opere. Umire 25. studenog 1914. u Ljubljani.